# Sandra Comino
Sandra Comino (Junín, Buenos Aires, 1964) es una escritora, docente, investigadora y crítica literaria argentina. Es conocida por sus libros Nadar de pie y La casita azul, y por haber ganado los premios A la orilla del viento del Fondo de Cultura Económica en 1999 y el Premio Iberoamericano de Novela otorgado en La Habana en 2001.

## Biografía
Fue miembro de la Asociación de Literatura Infantil y Juvenil Argentina.
Integró el equipo de investigación Lecturas de infancia en el Río de La Plata en equipo con Graciela Montes, Nora Lía Sormani y María de los Ángeles Serrano.
Participó del programa Lectura en voz alta para madres de la Biblioteca Manuel Belgrano (Ciudad Oculta y en el Plan Leer con Bebés, desde julio a octubre de 2003.

## Premios, distinciones y homenajes
- Premio A la Orilla del Viento con su libro La enamorada del muro, en 1999.[5]
- Premio Iberoamericano Para leer el XXI. Ciudad de La Habana, 20 de octubre de 2001 con la novela La Casita Azul. Libro recomendado por la Fundación del Libro Infantil y Juvenil de Brasil, 2003. Su traducción al inglés The little blue house, Groundwood, Toronto, integra la lista Américas Awards Winners, 2003. University of Wisconsin. Center for Latin American & Caribbean Studies. Milwaukee.[4]
- Premio La Rosa Blanca a la promoción de la literatura infantil, otorgado en La Habana en 2001.[6][7]
- Premio Madre Teresa, otorgado en 2004 por la Biblioteca Popular Madre Teresa de la localidad de Virrey del Pino en Buenos Aires, por la difusión de la literatura infantil y juvenil y el apoyo a las bibliotecas populares.[6]
- Premio Pregonero a Periodismo Gráfico del año 2014.[8]
- Premio Konex 2024 Letras en la disciplina de Literatura Infantil otorgado por la Fundación Konex.[9]

## Obras
Hasta el momento ha publicado las siguientes obras:
- Así en la tierra como en el cielo, 1997
- La enamorada del muro, 1999
- La Casita Azul, 2001
- Desde las gradas, 2003
- Idas y Vueltas, 2005
- Encuentros, 2005
- El pueblo de Mala Muerte, 2006
- Del otro lado del Océano, 2009
- Esto no es para vos, 2009
- Seis años después, 2010
- Nadar de pie, 2010
- Navidad Blanca, 2011
- Una siesta antes de comer, 2014
- Fadette, la hechicera, 2014
- Un cuento para Angie, 2014
- La noche más larga, 2015